# Pseudanthias dispar
Pseudanthias dispar är en fiskart som först beskrevs av Herre, 1955.  Pseudanthias dispar ingår i släktet Pseudanthias och familjen havsabborrfiskar. Inga underarter finns listade i Catalogue of Life.